# Pejići
Pejići su naseljeno mjesto u sastavu općine Prijedor, Republika Srpska, BiH.

## Stanovništvo
| Pejići             |              |
| godina popisa      | 1991.        |
| Srbi               | 388 (91,51%) |
| Hrvati             | 2 (0,47%)    |
| Muslimani          | 18 (4,25%)   |
| Jugoslaveni        | 7 (1,65%)    |
| ostali i nepoznato | 9 (2,12%)    |
| ukupno             | 424          |